# أزلرساي
أزلرساي هي بلدة في مقاطعة قوم قورغان في ولاية صرخنداريا في أوزبكستان.